# NGC 1073
NGC 1073 é uma galáxia espiral barrada (SBc) localizada na direcção da constelação de Cetus. Possui uma declinação de +01° 22' 34" e uma ascensão recta de 2 horas, 43 minutos e 40,3 segundos.
A galáxia NGC 1073 foi descoberta em 9 de Outubro de 1785 por William Herschel.